# Herrarnas åtta med styrman i rodd vid olympiska sommarspelen 2012
Herrarnas åtta med styrman i rodd vid olympiska sommarspelen 2012 avgjordes mellan den 28 juli och 1 augusti 2012.

## Medaljörer
| Gren             | Guld | Silver | Brons |
| Åtta med styrman | Tyskland Filip Adamski Andreas Kuffner Eric Johannesen Maximilian Reinelt Richard Schmidt Lukas Müller Florian Mennigen Kristof Wilke Martin Sauer | Kanada Gabriel Bergen Douglas Csima Robert Gibson Conlin McCabe Malcolm Howard Andrew Byrnes Jeremiah Brown Will Crothers Brian Price | Storbritannien Alex Partridge James Foad Tom Ransley Richard Egington Mohamed Sbihi Greg Searle Matthew Langridge Constantine Louloudis Phelan Hill |

## Resultat

### Heat

#### Heat 1
| Placering | Roddare                                                                                    | Land       | Tid     | Noteringar |
| --------- | ------------------------------------------------------------------------------------------ | ---------- | ------- | ---------- |
| 1         | Banks, G James, R James, Miller, Lanzone, Kasprzyk, Cornelius, Newlin, Vlahos              | USA        | 5:30,72 | Q          |
| 2         | Loch, Hegerty, McKenzie-McHarg, Coudraye, Swann, Booth, Ryan, Purnell, Lister              | Australien | 5:32,43 | R          |
| 3         | Brzezinski, Juszczak, Burda, Hojka, Schodowski, Szpakowski, Aranowski, Hejmej, Trojanowski | Polen      | 5:35,64 | R          |
| 4         | Choljaznjkov, Grebennjkov, Tymko, Moroz, Pryveda, Kletskoj, Ljkov, Tjykanov, Konovaliuk    | Ukraina    | 5:38,02 | R          |

#### Heat 2
| Placering | Roddare                                                                          | Land           | Tid     | Noteringar |
| --------- | -------------------------------------------------------------------------------- | -------------- | ------- | ---------- |
| 1         | Adamski, Kuffner, Johannesen, Reinelt, Schmidt, Müller, Mennigen, Wilke, Sauer   | Tyskland       | 5:25,52 | Q          |
| 2         | Partridge, Foad, Ransley, Egington, Sbihi, Searle, Langridge, Louloudis, Hill    | Storbritannien | 5:27,61 | R          |
| 3         | Hamburger, Simon, Blink, Vellenga, Braas, Klaassen, Siegelaar, Steenman, Wiersum | Nederländerna  | 5:28,99 | R          |
| 4         | Bergen, Csima, Gibson, McCabe, Howard, Byrnes, Brown, Crothers, Price            | Kanada         | 5:37,91 | R          |

### Återkval
| Placering | Roddare                                                                                    | Land           | Tid     | Noteringar |
| --------- | ------------------------------------------------------------------------------------------ | -------------- | ------- | ---------- |
| 1         | Partridge, Foad, Ransley, Egington, Sbihi, Searle, Langridge, Louloudis, Hill              | Storbritannien | 5:26,85 | Q          |
| 2         | Bergen, Csima, Gibson, McCabe, Howard, Byrnes, Brown, Crothers, Price                      | Kanada         | 5:27,41 | Q          |
| 3         | Hamburger, Simon, Blink, Vellenga, Braas, Klaassen, Siegelaar, Steenman, Wiersum           | Nederländerna  | 5:27,98 | Q          |
| 4         | Loch, Hegerty, McKenzie-McHarg, Coudraye, Swann, Booth, Ryan, Purnell, Lister              | Australien     | 5:28,67 | Q          |
| 5         | Brzezinski, Juszczak, Burda, Hojka, Schodowski, Szpakowski, Aranowski, Hejmej, Trojanowski | Polen          | 5:30,34 |            |
| 6         | Choljaznjkov, Grebennjkov, Tymko, Moroz, Pryveda, Kletskoj, Ljkov, Tjykanov, Konovaliuk    | Ukraina        | 5:42,19 |            |

### Finaler

#### Final B
| Placering | Roddare                                                                                    | Land    | Tid     | Noteringar |
| --------- | ------------------------------------------------------------------------------------------ | ------- | ------- | ---------- |
| 1         | Brzezinski, Juszczak, Burda, Hojka, Schodowski, Szpakowski, Aranowski, Hejmej, Trojanowski | Polen   | 5:57,67 |            |
| 2         | Choljaznjkov, Grebennjkov, Tymko, Moroz, Pryveda, Kletskoj, Ljkov, Tjykanov, Konovaliuk    | Ukraina | 6:07,33 |            |

#### Final A
| Placering | Roddare                                                                          | Land           | Tid     | Noteringar |
| --------- | -------------------------------------------------------------------------------- | -------------- | ------- | ---------- |
| 1         | Adamski, Kuffner, Johannesen, Reinelt, Schmidt, Müller, Mennigen, Wilke, Sauer   | Tyskland       | 5:48,75 |            |
| 2         | Bergen, Csima, Gibson, McCabe, Howard, Byrnes, Brown, Crothers, Price            | Kanada         | 5:49,98 |            |
| 3         | Partridge, Foad, Ransley, Egington, Sbihi, Searle, Langridge, Louloudis, Hill    | Storbritannien | 5:51,18 |            |
| 4         | Banks, G James, R James, Miller, Lanzone, Kasprzyk, Cornelius, Newlin, Vlahos    | USA            | 5:51,48 |            |
| 5         | Hamburger, Simon, Blink, Vellenga, Braas, Klaassen, Siegelaar, Steenman, Wiersum | Nederländerna  | 5:51,72 |            |
| 6         | Loch, Hegerty, McKenzie-McHarg, Coudraye, Swann, Booth, Ryan, Purnell, Lister    | Australien     | 5:51,87 |            |